# Juncus revolutus
Juncus revolutus är en tågväxtart som beskrevs av Robert Brown. Juncus revolutus ingår i släktet tåg, och familjen tågväxter. Inga underarter finns listade i Catalogue of Life.